# Simon Ramagni
Simon Ramagni, né à Ajaccio le 7 mars 1807 et mort à Marseille le 28 janvier 1886, est agent maritime et homme politique français. Il fut conseiller général des Bouches-du-Rhône et maire de Marseille.

## Biographie
Simon Ramagni est négociant et expéditionnaire de navires.
Simon Ramagni est élu conseiller général pour le 5e canton de Marseille de 1864 à 1871, puis maire de Marseille du 11 février 1879 au 8 juillet 1880. De 1882 à 1886, il est directeur du Mont-de-piété de Marseille.

## Décoration
- Officier de la Légion d'honneur[1].